# Gyrinus aeneiceps
Gyrinus aeneiceps is een keversoort uit de familie van schrijvertjes (Gyrinidae). De wetenschappelijke naam van de soort is voor het eerst geldig gepubliceerd in 1843 door Sturm.